# أمين غويري
أمين غويري هو لاعب كرة قدم جزائري محترف يلعب حاليًا في مركز الهجوم أو الجناح الأيسر مع نادي أولمبيك مارسيليا في الدوري الفرنسي.
مسيرته الكروية:
- أولمبيك ليون: بدأ مسيرته في أكاديمية أولمبيك ليون وتدرج في الفئات السنية حتى لعب للفريق الأول بين عامي 2017 و 2020، لكنه لم يسجل أي هدف في مباريات الدوري.
- نيس: انتقل إلى نيس في عام 2020 ولعب معهم حتى عام 2022، حيث سجل 22 هدفًا في الدوري.
- رين: انضم إلى رين في عام 2022 ولعب معهم حتى انتقاله إلى مارسيليا في يناير 2025. سجل 17 هدفًا في موسمه الأول مع رين.
- أولمبيك مارسيليا: انضم إلى مارسيليا في 31 يناير 2025. حتى الآن، لعب 8 مباريات وسجل 4 أهداف في الدوري الفرنسي.

مسيرته الدولية:
- مثل غويري منتخبات فرنسا للشباب، وكان هداف بطولة أوروبا تحت 17 عامًا في 2017 برصيد 7 أهداف.
- في عام 2023، قرر تمثيل منتخب الجزائر الأول.
- منذ ذلك الحين، لعب 9 مباريات مع المنتخب الجزائري وسجل 6 أهداف وقدم تمريرتين حاسمتين. كان هداف المنتخب في تصفيات كأس أمم إفريقيا 2025 برصيد 4 أهداف.

إنجازاته الفردية:
- هداف بطولة أوروبا تحت 17 عامًا 2017.

- حياته المبكرة ومسيرته في فرنسا:
  - وُلد أمين فريد غويري في 16 فبراير 2000 في بورغوان-جاليو بفرنسا، لأبوين من أصل جزائري.
  - بدأ مسيرته الكروية في سن مبكرة مع نادي Isle-d'Abeau FC ثم FC Bourgoin-Jallieu قبل أن ينضم إلى أكاديمية أولمبيك ليون المرموقة في عام 2013.
  - تألق في فرق الشباب في ليون، وسجل العديد من الأهداف، مما جعله أحد أبرز المواهب الشابة في فرنسا.
  - صعد إلى الفريق الأول لأولمبيك ليون في موسم 2017-2018، لكنه واجه صعوبة في الحصول على مركز أساسي وخاض عددًا محدودًا من المباريات.
  - في صيف 2020، انتقل إلى نيس بحثًا عن فرص لعب أكبر، وهناك تألق بشكل لافت وسجل 22 هدفًا في الدوري الفرنسي خلال موسمين.
  - انضم إلى رين في سبتمبر 2022، واستمر في تقديم أداء جيد، حيث سجل 17 هدفًا في موسمه الأول مع الفريق.  مسيرته الدولية مع فرنسا (فئات الشباب):
  - مثل غويري منتخب فرنسا في مختلف الفئات العمرية، بدءًا من منتخب تحت 16 عامًا.
  - كان هداف بطولة أوروبا تحت 17 عامًا في عام 2017، حيث سجل 7 أهداف قاد بها منتخب فرنسا للفوز باللقب.
  - شارك أيضًا مع منتخب فرنسا في كأس العالم تحت 17 عامًا في الهند عام 2017، وسجل 5 أهداف.
  - لعب مع منتخب فرنسا تحت 21 عامًا وكان قائداً للفريق، وشارك في العديد من المباريات والبطولات.  قراره بتمثيل منتخب الجزائر:
  - على الرغم من تمثيله لمنتخبات فرنسا للشباب، قرر أمين غويري في عام 2023 تمثيل منتخب الجزائر على صعيد الكبار، مستفيدًا من أصوله الجزائرية.
  - خاض أول مباراة دولية له مع الجزائر في مارس 2024.
  - حتى الآن، لعب 9 مباريات مع "محاربي الصحراء" وسجل 6 أهداف، وكان هداف المنتخب في تصفيات كأس أمم إفريقيا 2025 برصيد 4 أهداف.  أسلوب لعبه ومهاراته:
  - يتميز أمين غويري بقدرته على اللعب في عدة مراكز في خط الهجوم، سواء كمهاجم صريح، أو جناح أيسر، أو حتى كلاعب خط وسط مهاجم.
  - يُعرف بمهاراته الفنية العالية، وسرعته، وقدرته على المراوغة والتسديد بدقة.
  - يمتلك حسًا تهديفيًا جيدًا وقدرة على صناعة الفرص لزملائه.  انتقاله إلى أولمبيك مارسيليا:
  - في 31 يناير 2025، انتقل أمين غويري إلى أولمبيك مارسيليا في صفقة انتقال دائمة.
  - يُعتبر إضافة قوية لخط هجوم الفريق، ومن المتوقع أن يلعب دورًا هامًا في تحقيق أهداف مارسيليا في المنافسات المحلية والقارية.  هداف بطولة أوروبا تحت 17 عامًا 2017. تأثيره وتوقعات المستقبل:
- ☀تأثيره وتوقعات المستقبل:
  - في أولمبيك مارسيليا: يُنظر إلى انتقال غويري إلى مارسيليا كخطوة مهمة لتعزيز قوة الفريق الهجومية. مع تسجيله بالفعل 4 أهداف في أول 8 مباريات، يُظهر قدرته على التأقلم السريع وتقديم الإضافة المطلوبة. من المتوقع أن يكون له دور محوري في مساعي مارسيليا للمنافسة على المراكز المتقدمة في الدوري الفرنسي والمشاركة في البطولات الأوروبية في المواسم القادمة.
  - مع منتخب الجزائر: يُعتبر غويري إضافة قيمة ومستقبلية لمنتخب "محاربي الصحراء". كونه هداف الفريق في تصفيات كأس أمم إفريقيا 2025، يُعلق عليه آمال كبيرة لقيادة خط الهجوم والمساهمة في تحقيق نتائج إيجابية في البطولات القارية والدولية القادمة. تواجده يعزز الخيارات الهجومية للمدرب ويمنح المنتخب بعدًا فنيًا وتهديفيًا هامًا.
  - حياته الشخصية واهتماماته:
  - على الرغم من أن المعلومات المتاحة للعامة حول حياته الشخصية محدودة نسبيًا، يُعرف عن غويري بأنه شخص ملتزم بمسيرته الكروية.
  - يُظهر تفاعله على وسائل التواصل الاجتماعي تركيزه بشكل كبير على كرة القدم وحياته كلاعب محترف.
  - كونه نشأ في فرنسا لأبوين جزائريين، يظهر ارتباطه القوي بجذوره وثقافته الجزائرية، وهو ما تجلى في قراره بتمثيل المنتخب الوطني.  تحليل أسلوب لعبه بشكل أعمق:
  - المرونة التكتيكية: يتميز غويري بقدرته على التكيف مع مختلف الخطط التكتيكية. يمكنه اللعب كمهاجم وحيد، مستفيدًا من قوته البدنية وقدرته على الاحتفاظ بالكرة، أو كجزء من ثنائي هجومي، مستغلاً سرعته ومهاراته في التحرك بين الخطوط. كما يمكنه شغل مركز الجناح الأيسر بفعالية، حيث يمتلك القدرة على الاختراق من الأطراف وإرسال الكرات العرضية أو التسديد على المرمى.
  - الذكاء في التحرك: يتمتع غويري بذكاء كبير في التحرك داخل منطقة الجزاء وخارجها، مما يسمح له بإيجاد المساحات واستغلال الفرص المتاحة.
  - التطور المستمر: يُلاحظ تطور مستمر في أداء غويري على مر السنوات، حيث يعمل على تحسين جوانب مختلفة من لعبه، سواء على الصعيد البدني أو التكتيكي أو الذهني.  مقارنات مع لاعبين آخرين:
  - غالبًا ما تتم مقارنة غويري بلاعبين يتميزون بالسرعة والمهارة والقدرة على تسجيل الأهداف من مراكز مختلفة في الهجوم. يمكن رؤية بعض التشابه في أسلوب لعبه مع لاعبين مثل أنطوان غريزمان أو حتى بعض اللمحات من كريم بنزيما في قدرته على الربط بين الخطوط والمساهمة في بناء الهجمات.  تطلعاته المستقبلية:
  - على صعيد الأندية، من المرجح أن يهدف غويري إلى تحقيق النجاحات والألقاب مع أولمبيك مارسيليا والمساهمة في عودة الفريق إلى مكانته الطبيعية بين كبار الأندية الفرنسية والأوروبية.
  - على الصعيد الدولي، سيكون لديه طموح كبير في قيادة منتخب الجزائر لتحقيق نتائج مميزة في البطولات القارية والعالمية، بدءًا من كأس أمم إفريقيا 2025.
  - في أولمبيك مارسيليا: يُنظر إلى انتقال غويري إلى مارسيليا كخطوة مهمة لتعزيز قوة الفريق الهجومية. مع تسجيله بالفعل 4 أهداف في أول 8 مباريات، يُظهر قدرته على التأقلم السريع وتقديم الإضافة المطلوبة. من المتوقع أن يكون له دور محوري في مساعي مارسيليا للمنافسة على المراكز المتقدمة في الدوري الفرنسي والمشاركة في البطولات الأوروبية في المواسم القادمة.
  - مع منتخب الجزائر: يُعتبر غويري إضافة قيمة ومستقبلية لمنتخب "محاربي الصحراء". كونه هداف الفريق في تصفيات كأس أمم إفريقيا 2025، يُعلق عليه آمال كبيرة لقيادة خط الهجوم والمساهمة في تحقيق نتائج إيجابية في البطولات القارية والدولية القادمة. تواجده يعزز الخيارات الهجومية للمدرب ويمنح المنتخب بعدًا فنيًا وتهديفيًا هامًا.  حياته الشخصية واهتماماته:
  - على الرغم من أن المعلومات المتاحة للعامة حول حياته الشخصية محدودة نسبيًا، يُعرف عن غويري بأنه شخص ملتزم بمسيرته الكروية.
  - يُظهر تفاعله على وسائل التواصل الاجتماعي تركيزه بشكل كبير على كرة القدم وحياته كلاعب محترف.
  - كونه نشأ في فرنسا لأبوين جزائريين، يظهر ارتباطه القوي بجذوره وثقافته الجزائرية، وهو ما تجلى في قراره بتمثيل المنتخب الوطني.  تحليل أسلوب لعبه بشكل أعمق:
  - المرونة التكتيكية: يتميز غويري بقدرته على التكيف مع مختلف الخطط التكتيكية. يمكنه اللعب كمهاجم وحيد، مستفيدًا من قوته البدنية وقدرته على الاحتفاظ بالكرة، أو كجزء من ثنائي هجومي، مستغلاً سرعته ومهاراته في التحرك بين الخطوط. كما يمكنه شغل مركز الجناح الأيسر بفعالية، حيث يمتلك القدرة على الاختراق من الأطراف وإرسال الكرات العرضية أو التسديد على المرمى.
  - الذكاء في التحرك: يتمتع غويري بذكاء كبير في التحرك داخل منطقة الجزاء وخارجها، مما يسمح له بإيجاد المساحات واستغلال الفرص المتاحة.
  - التطور المستمر: يُلاحظ تطور مستمر في أداء غويري على مر السنوات، حيث يعمل على تحسين جوانب مختلفة من لعبه، سواء على الصعيد البدني أو التكتيكي أو الذهني.  مقارنات مع لاعبين آخرين:
  - غالبًا ما تتم مقارنة غويري بلاعبين يتميزون بالسرعة والمهارة والقدرة على تسجيل الأهداف من مراكز مختلفة في الهجوم. يمكن رؤية بعض التشابه في أسلوب لعبه مع لاعبين مثل أنطوان غريزمان أو حتى بعض اللمحات من كريم بنزيما في قدرته على الربط بين الخطوط والمساهمة في بناء الهجمات.  تطلعاته المستقبلية:
  - على صعيد الأندية، من المرجح أن يهدف غويري إلى تحقيق النجاحات والألقاب مع أولمبيك مارسيليا والمساهمة في عودة الفريق إلى مكانته الطبيعية بين كبار الأندية الفرنسية والأوروبية.
  - على الصعيد الدولي، سيكون لديه طموح كبير في قيادة منتخب الجزائر لتحقيق نتائج مميزة في البطولات القارية والعالمية، بدءًا من كأس أمم إفريقيا 2025.

## روابط خارجية
- أمين غويري على موقع الاتحاد الأوربي (الإنجليزية)
- أمين غويري على موقع رابطة كرة القدم الفرنسية للمحترفين (الإنجليزية)
- أمين غويري على موقع إي إس بي إن إف سي (الإنجليزية)
- أمين غويري على موقع قاعدة بيانات كرة القدم.إي يو (الإنجليزية)
- أمين غويري على موقع ليكيب (الفرنسية)
- أمين غويري على موقع ناشيونال فوتبول تيمز (الإنجليزية)
- أمين غويري على موقع Soccerbase.com (لاعب) (الإنجليزية)
- أمين غويري على موقع Soccerway.com (الإنجليزية)
- أمين غويري على موقع عالم كرة القدم.نت (الإنجليزية)